# تیک‌تاک در ایران
تیک‌تاک در ایران اگرچه به دلیل سیاست‌های داخلی (فیلترینگ یا سانسور اینترنت) و تحریم خارجی به‌شدت دارای محدودیت بوده‌، اما از دید فرهنگی، اجتماعی و سیاسی دارای اهمیت است. پس از رفع محدودیت ثبت نام کاربران ایرانی در سال ۲۰۲۳، ایرانیان توانستند با فیلترشکن به این اپلیکیشن دسترسی پیدا کنند. تیک‌تاک به دلایل سرگرمی و ویدئوهای چالش‌ رقص در میان کاربران ایرانی به ویژه در میان نوجوانان هواداران بسیاری دارد.
با توجه به ممنوعیت رقص توسط جمهوری اسلامی برخی از پست‌های کاربران ایرانی تیک‌تاک در سیاست اثرگذار بوده‌اند. در سال ۲۰۲۳ در نمونه‌ای در ویدئویی که به مناسبت روز جهانی زن منتشر شده‌است، پنج دختر ایرانی با تاپ‌های کوتاه و شلوارهای گشاد با موهای باز دیده می‌شوند که رقص همه‌گیر تیک‌تاک را با آهنگ «آرام باش» انجام می‌دهند. به گزارش ایران اینترنشنال، این ویدئو توسط مربی رقص آن‌ها در تیک تاک و اینستاگرام منتشر شد و به سرعت به عنوان نماد مقاومت در برابر رژیم اسلام‌گرای تندرو این کشور و سرکوب معترضان در فضای مجازی پخش شد. رفتار حکومت با این دختران و سرکوبگری وابسته به این پست توسط شخصیت‌های سیاسی و اجتماعی داخلی و بین‌المللی مهمی نقد شد و برای مدتی در شبکه‌های اجتماعی فارسی‌زبان در میان خبرهای پربازدید بود. رسانه‌های خارجی بسیاری نیز اخبار وابسته را پوشش می‌دانند و این دختران از حمایت جهانی برخوردار شدند.

## پیشینه

### دوران نخست تا مهر ۱۳۹۸
تیک‌تاک به دلیل‌هایی چون سرگرم‌کننده بودن و ویدئوهای گوناگون چالش‌ رقص و توورک در میان کاربران ایرانی به ویژه در میان نوجوانان هواداران زیادی داشته‌است اما این اپلیکیشن در ۲۱ مهر ۱۳۹۸ به صورت یک سویه توسط تیک‌تاک برای کاربران ایرانی قطع شد و سپس توسط کارگروه تعیین مصادیق محتوای مجرمانه فیلتر شد.

### دوران تحریم خارجی و سانسور داخلی تا رفع تحریم
پس از مهر ۱۳۹۸، کاربران ایرانی از نسخه‌های مود شده این اپلیکیشن برای استفاده از تیک‌تاک بهره می‌بردند. همچنین تیک‌تاک با نسخه چینی دیگری با عنوان DouYin در ایران در دسترس مردم بوده‌است که تنها به زبان چینی بود. تیک‌تاک در ۲۱ مهر ۱۳۹۸ به صورت یک سویه دسترسی کاربرهای داخل ایران را کاملا قطع کرد و در سال‌های پس از آن نیز به دلیل فیلترینگ توسط کارگروه تعیین مصادیق محتوای مجرمانه، رشد کمی در بسیاری از بخش‌های فارسی این اپ دیده می‌شد. با این حال از شهریور ۱۴۰۲ بود که امکان اتصال به تیک‌تاک برای کاربران ایرانی فراهم شد و تحریم‌های خارجی علیه آنان برداشته شد و ایرانیان توانستند بدون مشکل و با نسخه جهانی و عادی اپ ثبت نام کنند.
در دورانی در تظاهرات‌های ضد حکومتی برخی ویدیوها برای اطلاع‌رسانی از وضعیت داخل ایران در تیک‌تاک منتشر می‌شدند.

### همکاری احتمالی میان حکومت‌های ایران و چین
در تیر ۱۴۰۲، اتاق بازرگانی تهران اعلام کرد که «متخصصان شرکت خدمات دهنده کسب و کار دوئین (تیک‌تاک) که یکی از شرکت‌های برتر تجارت الکترونیکی در کشور چین است به ایران می‌آیند». حسام‌الدین حلاج، معاون امور بین‌الملل اتاق بازرگانی تهران، با اعلام این خبر، گفت: «این شرکت تجاری برای محصولات مختلف به صورت ویدئویی تولید محتوا می‌کند و با استفاده از داده‌های هوش مصنوعی، ضمن شناسایی ذائقه مشتریان چینی، شرکت‌های ایرانی را در بازاریابی و فروش محصولات از طریق پلتفرم‌های پرمخاطب در چین از جمله دوئین (تیک‌تاک) یاری می‌رساند».
چن که‌فنگ مدیر شرکت Anext نیز از راه افتادن دفتری تخصصی در گروه Anext برای کشور ایران به نام یوریکا خبر داد و اعلام کرد این بخش، مسئول کار با ایران خواهد بود.
در همین باره برخی خبرگزاری‌های وابسته به حکومت از تیترهایی چون «مدیران تیک‌تاک امروز برای گسترش همکاری‌ها به ایران سفر می‌کنند/ تولید محتوای مستقل علیه نفوذ غرب» بهره‌گیری کردند و از این رویداد استقبال کردند. واکنش وزیر ارتباطات جمهوری اسلامی به حضور تیک‌تاک در ایران نیز این بود که «فعالیت پلتفرم‌هایی که ضوابط ما را رعایت کنند، مشکلی ندارد».

### دوران رفع تحریم و ادامه سانسور داخلی
اگرچه از شهریور ۱۴۰۲ امکان بهره‌گیری از اپلیکیشن تیک‌تاک برای کاربرهای درون ایران با استفاده از فیلترشکن امکان‌پذیر شده‌است اما امکان ثبت‌نام با شماره‌های ایران در این شبکه اجتماعی دیده نمی‌شود و کاربران می‌توانند بدون ثبت‌نام یا با ثبت‌نام با ایمیل از این اپلیکیشن استفاده کنند و اکانت بسازند.

## پیش‌زمینه‌ها
تیک‌تاک پرهوادارترین اپلیکیشن نسل زد در جهان دانسته شده‌است و بر پایه نمودار سنی و جنسی اعلام‌شده در سال ۲۰۲۳ بیشترین شمار کاربرهای فعال تیک‌تاک در بازه سنی ۱۸ تا ۲۴ سال بودند که از این شمار نیز ۲۱.۵ درصد زنان و ۱۷.۴ درصد را مردان تشکیل می‌دادند.